# (117230) 2004 RC338
(117230) 2004 RC338 es un asteroide perteneciente al cinturón de asteroides, región del sistema solar que se encuentra entre las órbitas de Marte y Júpiter.
Fue descubierto el 15 de septiembre de 2004 por el equipo del proyecto Spacewatch desde el observatorio Nacional de Kitt Peak.

## Designación y nombre
Designado provisionalmente como 2004 RC338.

## Características orbitales
2004 RC338 está situado a una distancia media del Sol de 2,351 ua, pudiendo alejarse hasta 2,623 ua y acercarse hasta 2,078 ua. Su excentricidad es 0,116 y la inclinación orbital 2,262 grados. Emplea 1316,29 días en completar una órbita alrededor del Sol.

## Características físicas
La magnitud absoluta de 2004 RC338 es 16,54. Tiene 1,586 km de diámetro. Su albedo se estima en 0,193.